# Linnaea dipelta
Linnaea dipelta är en tvåhjärtbladig växtart som beskrevs av Christenh. Linnaea dipelta ingår i släktet linneor, och familjen Linnaeaceae. Inga underarter finns listade i Catalogue of Life.